# Hat Samran
Hat Samran (em tailandês: อำเภอหาดสำราญ) é um distrito da província de Trang, no sul da Tailândia. É um dos 10 distritos que compõem a província. Sua população, de acordo com dados de 2012, era de 16 459 habitantes, e sua área territorial é de 224,0 km².